# Kolunić
Kolunić (szerbül: Колунић) szerb falu Bosznia-Hercegovinában, a Bosznia-hercegovinai Föderáció Una-Szanai kantonjában, Bosanski Petrovac községben.

## Fekvése
Bosznia-Hercegovina nyugati részén, Bihácstól légvonalban 50, közúton 58 km-re délkeletre, Bosanski Petrovactól légvonalban és közúton 5 km-re délre, a Petrovaci-mező déli peremén található. Érintkezik Osječenica meredek, tűlevelű erdőkkel benőtt lejtőivel. A Bosanski Petrovac - Drvar út két részre osztja a falut, Gornji  és Donji Kolunićra (Rakića völgy), amely Revenik falu mellett fekszik. A falu alatt három patak folyik, és magában a faluban öt forrás található.

## Népessége
| Nemzetiségi csoport | Népesség 1991 | Népesség 2013 |
| ------------------- | ------------- | ------------- |
| Szerb               | 500           | 227           |
| Bosnyák             | 11            | 1             |
| Horvát              | 2             | 2             |
| Jugoszláv           | 7             | 0             |
| Egyéb               | 1             | 2             |
| Összesen            | 521           | 232           |

## Története

### Ókor
A Petrovaci-mező már az illír korszakban is sűrűn lakott volt, ezt igazolja a mezőn körülötte domináns pozícióban lévő erődített települések nagy száma. E települések egy része a római korban is működött, amit római maradványok (épületek alapjai és római építőanyagok) igazolnak. A maga nemében az egyik legnagyobb objektum a Kolunićban található a Gradina (a 691. kótájú magassági ponttól északra), mely a Bosanski Petrovac - Drvar úttól jobbra található nagyobb méretű őskori erődített település, melynek szélén egy erős római kősánc maradványai találhatók. Az erőd nagyon feltűnő helyen helyezkedett el, ami vizuálisan ellenőrzi a mező jó részét. A kolunići Gradinával eddig nem foglalkoztak a szakirodalomban.

### Középkor
A Nyugat-Bosznia területére költözött régi szlávok, ahogy sok szláv eredetű törzs is, a Kolun nevet úgy hozták magukkal. Kolun falu 1251-ben létezett a Felvidéken, Nyitra környékén. A mai Bosanski Petrovac község területén elterjedt középkori pseti zsupániához kapcsolódó írott történelmi források legnagyobb része Kolunićhoz kötődik. A spliti egyházi zsinat 1185-ös feljegyzései szerint a pseti plébánia egyházi szempontból a knini egyházmegyéhez tartozott. Az első ismert zsupán, aki a király megbízásából irányította a pseti zsupániát, Dionizije volt, akit egy 1266-os dokumentum említ.
Egy, a Szanamenti Ključ várában, azaz Pset megye közvetlen szomszédságában 1325-ben készült dokumentumban található a „Budona de Generatione Cholunic, Budislao filio Gerdomil” szövegrész. Eszerint Ključon ekkor még tudták, hogy ez a bizonyos Budonja a Kolunić törzshöz tartozik. Ez alapján megállapítható, hogy a 14. században még használták a Kolunić nevet a Pset megyében élt törzsre. Mivel Kolunić (Kolunići) falu ugyanebben a megyében volt, feltételezhető, hogy a falu a törzsről kapta a nevét, vagy a törzs kapta a nevét arról a híres faluról, ahol élt.
A 15. századból 11 ismert ház mellett a leghíresebb a Mišljenović nemzetségé, akiknek ősét egy 1325-ös oklevélből ismerjük. Ingatlanaik voltak Velikiben és Mali Očievóban (ma Martin Brod melletti falvak a Drvar felé vezető út mentén). Egy másik híres nemesi család a 15. században a Pset zsupániában levő Bilića faluból származó Perušić nemzetség volt. Ugyancsak ismert család volt a drinići Oršić (Pset plébánia déli részén) nemzetség. Bosznia oszmán uralom alá kerülése után 1463-ban a Kolunić törzs családjai a pseti birtokaikról kezdtek nyugatra és északra költözni, és az 1495-ös korbáviai csatát is egyre több áttelepülés követte. Néhány család megtartotta családi nevét, néhányat pedig Kolunić törzsnéven hívtak új hazájukban is. Közülük jól ismert a Šibenikben született Martin Rota Kolunić 16. századi rézműves.
Az itteni középkori életről tanúskodnak a Szent György (Panađur) templom maradványai, melyeket egyesek a 14. századra, míg más történészek a 12. századra datálnak. A templomot körbeveszi egy nekropolisz stećakokkal, melyek többnyire nagyobb kőlapokból készültek. A templom külső méretei: a hajó 11 m x 7,79 m; az apszis 5,1 m x 3,5 m. A hajó falainak vastagsága mintegy 0,7 m, mely durván faragott tömbökből épült. A középkori templom maradványait és a kolunići templom mellett található nekropoliszt 2007-ben Bosznia-Hercegovina nemzeti műemlékévé nyilvánították.
1941 áprilisában Bosznia a Független Horvát Állam része lett, mely ellen csakhamar kibontakozott a szerbek felkelése, akik elkezdték elüldözni a falvak horvát és bosnyák lakosságát. Megtorlásul usztasa csapatokat vetettek be a területen. A szerbek mészárlása ebben a régióban 1941. július 26-án kezdődött Kolunić falu 10 lakosának meggyilkolásával. 1941. július 29. és 31. között az usztasa katonák a környező falvakból összeterelt szerbekkel töltötték meg a petrováci iskolát. Végül valamennyien gépfegyverek tüzében vesztették életüket. A mészárlás után az usztasa felgyújtotta az iskolát.

## Nevezetességei

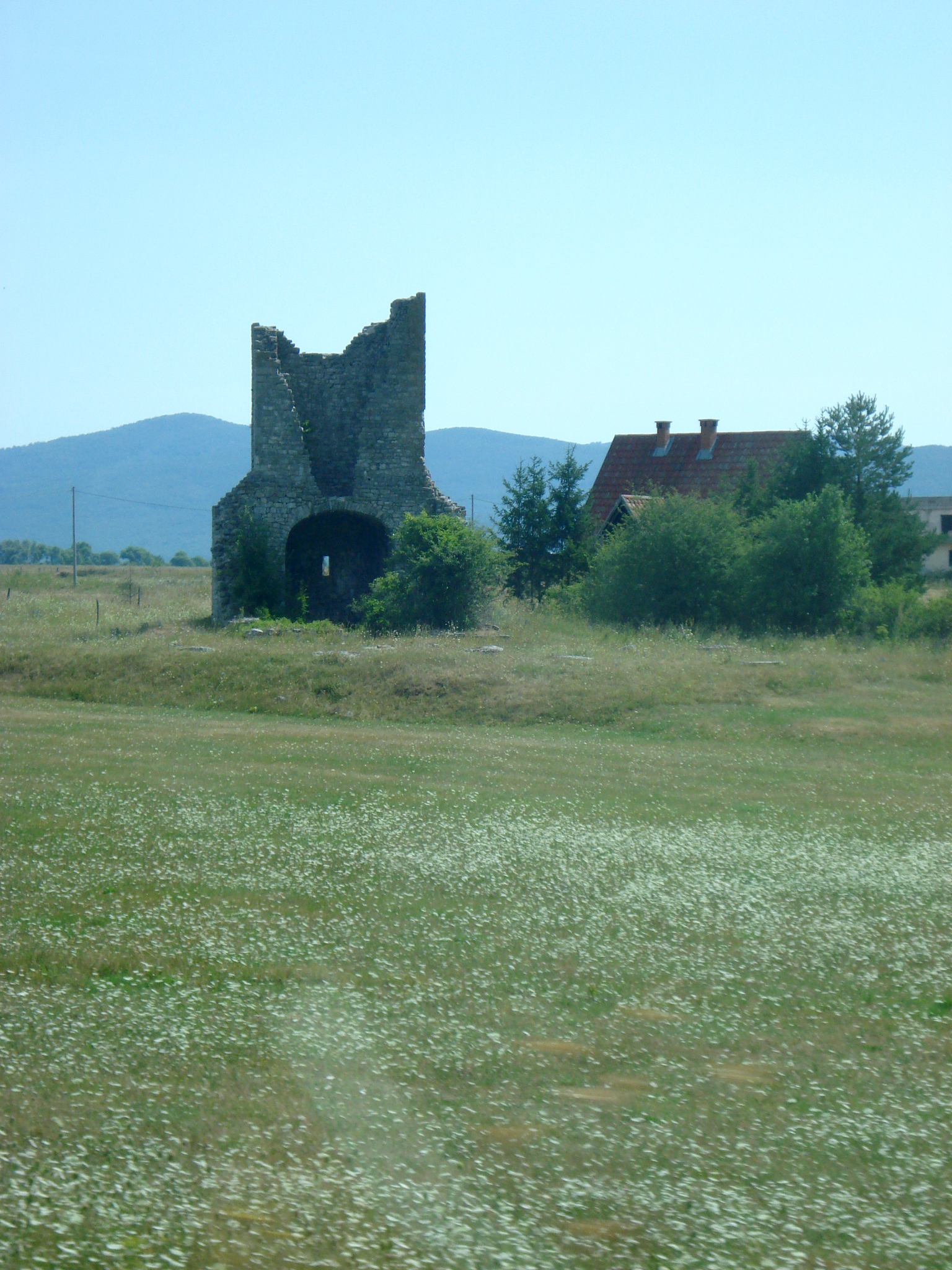
A templomrom

- Gradina, őskori és ókori erődítmény maradványai a Petrovaci-mező közepét domináló domb tetején találhatók. Az őskori vár háromszögletű földsánccal rendelkezett, melyet a rómaiak kőfalakkal erősítettek meg. Bejárata az északi oldalon volt. Belül több, alacsonyabb fal maradványai találhatók. A várban számos kerámiatöredéket, római téglát és pénzérméket találtak. A nyugati oldalon a sánc magassága eléri a 3 métert. A leletek a bronzkortól a vaskorig és a római korig terjedő időszakból származnak.[9]
- Crkvina (Panađur), a középkori Szent György templom és temetőjének maradványai.  A templom körül mintegy 50 stećak található, melyek egyikén liliom díszítés található, míg egy másik, mára elveszett kőlapon glagolita felirat volt látható.[9]
- A Petrovaci mező magasságában, 620 méterrel tengerszint felett, a Drvar felé vezető út jobb oldalán található egy barlang, melynek bejárata a jurakori mészkőben keletkezett. A barlang korróziós típusú, amelyet a víz oldó hatása hozott létre. A Žuta glavicán található a Vranovina-barlang. Ennek északi fala teljesen lekopott függőleges mészkőszikla. Közelében egy másik barlang is található, amelynek járatai kapcsolatban állnak a barlanggal. A barlang 15 m átmérőjű víznyelőnek tűnik és tektonikus folyamatban, beomlással jött létre. A Petrovac-mező ezen részéből származó vizek, köztük a Mračaj, amely időnként eléri Kolunićot, Osječenica alatt folyik a föld alá, és ismét megjelenik az Unac-szurdokban található Crna-forrásban, amelyet vízfestés határoztak meg.[3]

## Fordítás
- Ez a szócikk részben vagy egészben  a   Kolunić című bosnyák Wikipédia-szócikk ezen változatának fordításán alapul.  Az eredeti cikk szerkesztőit annak laptörténete sorolja fel. Ez a jelzés csupán a megfogalmazás eredetét és a szerzői jogokat jelzi, nem szolgál a cikkben szereplő információk forrásmegjelöléseként.